# Stefano Delle Chiaje
Stefano Delle Chiaje, italijanski zoolog, botanik, anatom, kurator in zdravnik, * 1794, † 1860.
1. 1 2  data.bnf.fr: platforma za odprte podatke — 2011.
2. 1 2 3 4  www.accademiadellescienze.it
3. ↑  Trocchio F. D. Dizionario Biografico degli Italiani — 1990. — Vol. 38.